# Fukudome Ryo
Ryo Fukudome (sinh ngày 26 tháng 6 năm 1978) là một cầu thủ bóng đá người Nhật Bản.

## Sự nghiệp câu lạc bộ
Ryo Fukudome đã từng chơi cho Kyoto Purple Sanga và Sagan Tosu.